# Fátimida művészet

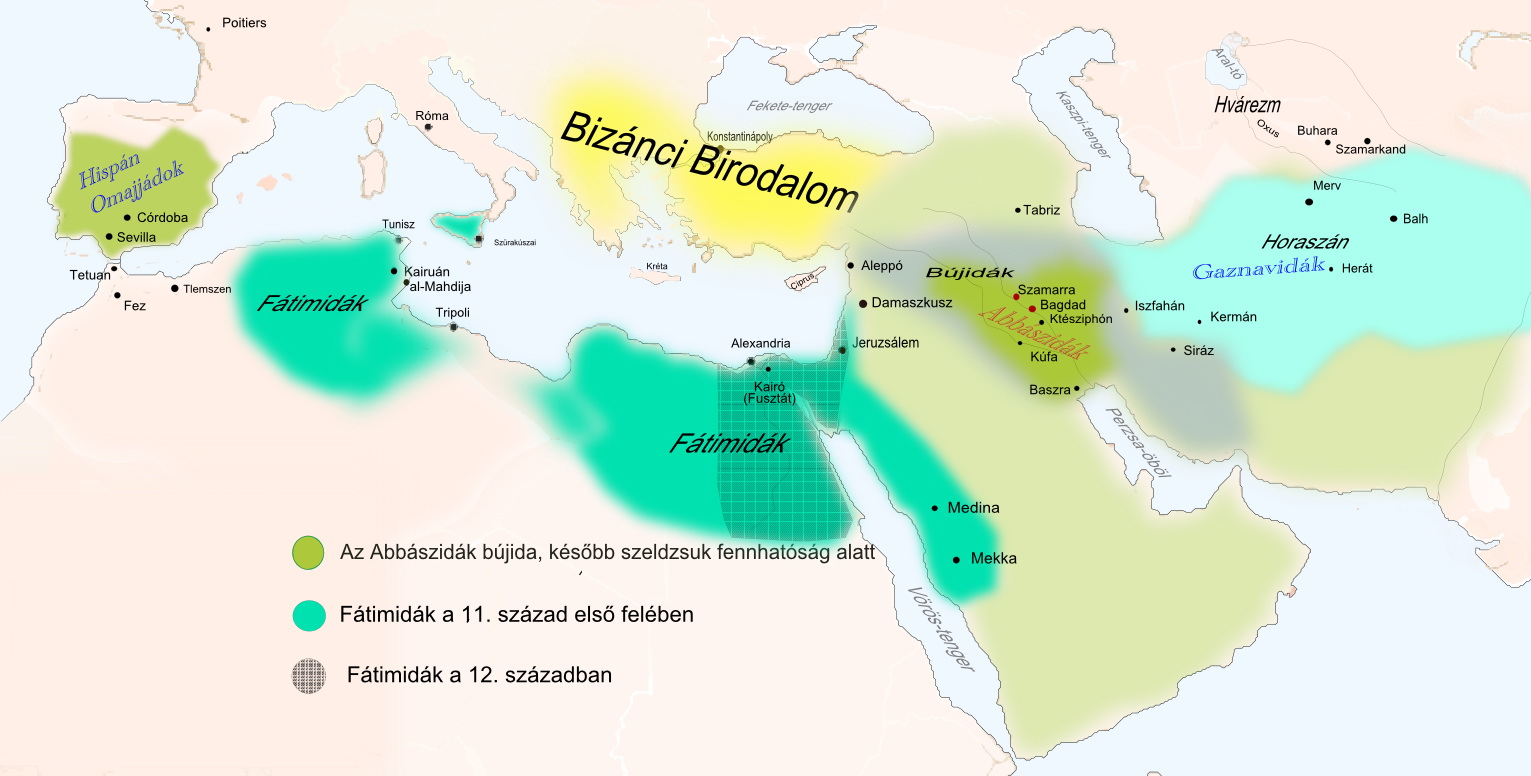
A Fátimida kalifátus a 11-12. században

Fátimida művészet alatt elsősorban a 10-12. században Észak-Afrika és a Közel-Kelet nagy részét uraló síita Fátimida-dinasztia idején készült műalkotások együttese értendő. Ezen területeken a kultúra és a tudomány a 10-11. században virágzott, a korabeli világ számos nagy tudósa dolgozott a Fátimidák fővárosában, Kairóban, mely alig néhány évtized alatt a világ egyik legnagyobb városává nőtte ki magát. 
Jelentős fátimida hatás mutatható ki a szicíliai és dél-itáliai művészetekben is.

## Történelem

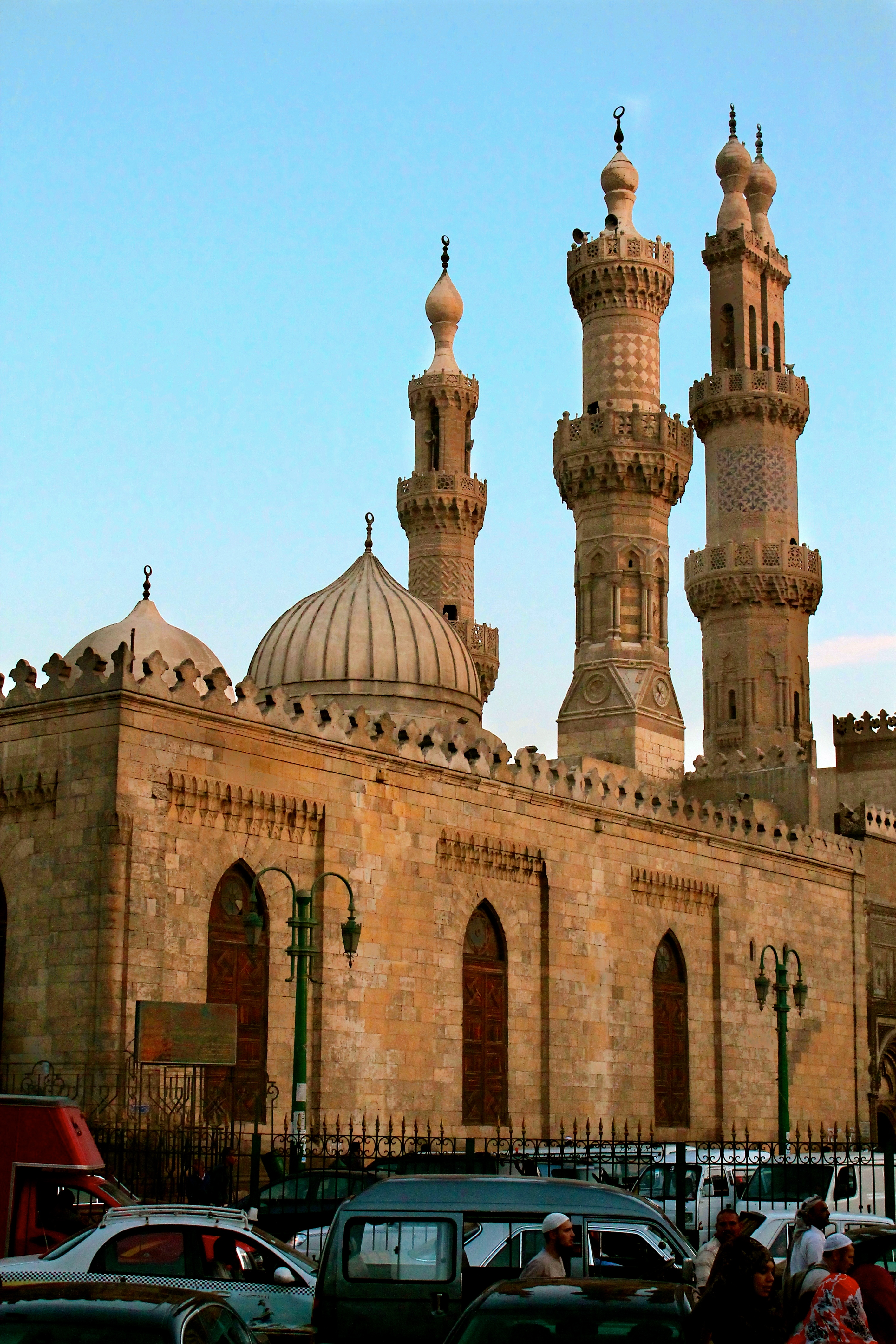
A kairói Al-Azhar mecset

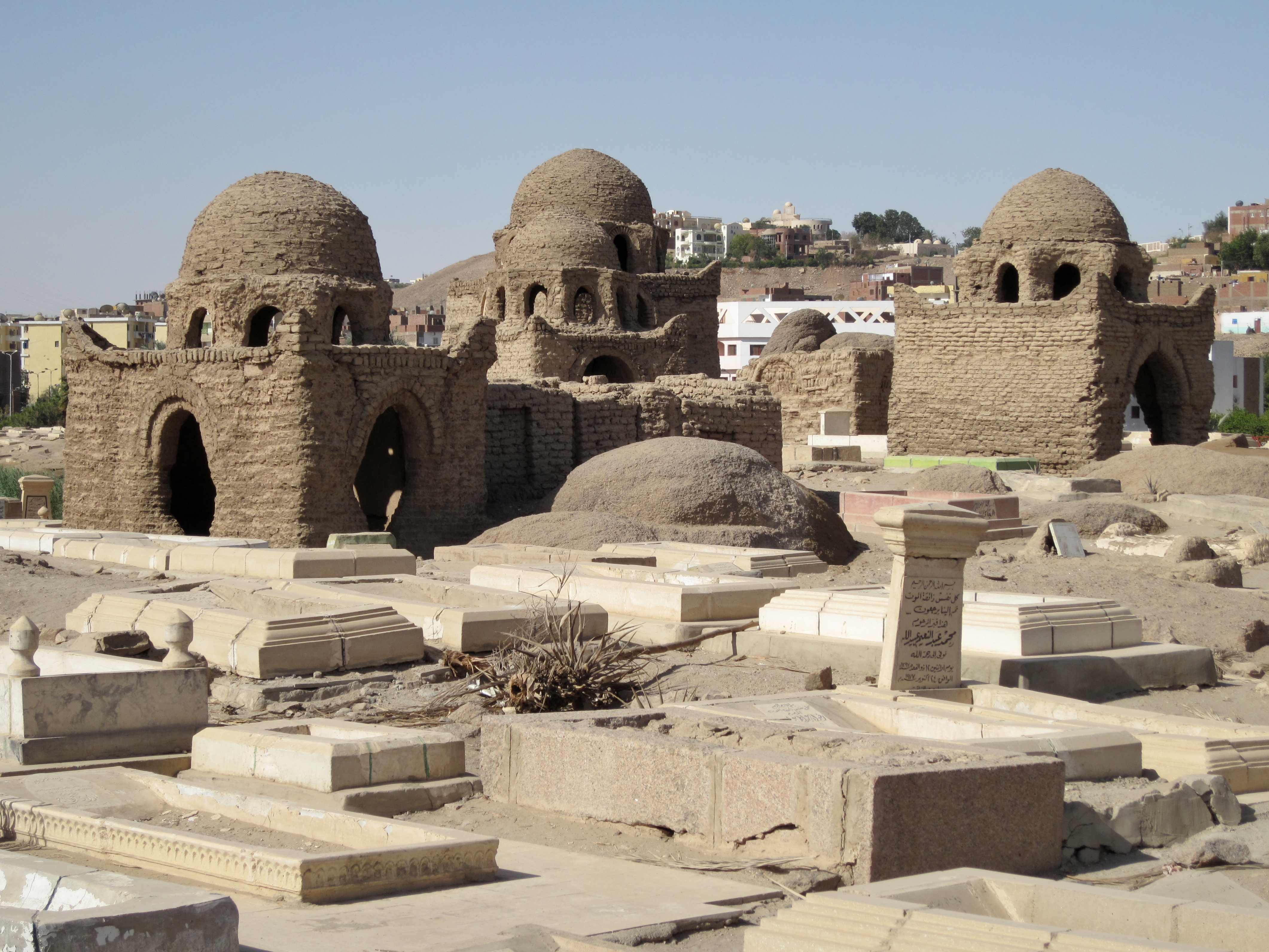
Fátimida temetkezőhely Asszuánban

A Fátimidák a Próféta lányától, Fátimától és férjétől, Alitól – aki egyúttal Mohamed unokatestvére is volt – származtatták magukat. Tagjai a síita iszmáilita szektához tartoztak, akik csak Ali leszármazottait ismerték el Mohamed jogos utódául (imámok).
Abú-Abdalláh as-Síi egy misszionárius volt, aki a X. században Ifríkíjában telepedett le, és a berber törzsek támogatását elnyerte. Eközben Ubaidalláhnak Szalamíjából szöknie kellett és végül Észak-Afrikába ment. 910-ben Ubaidalláh mahdinak kikiáltva magát bevonult Rakkadába, és megalapította a mai Tunézia területén a Fátimida Kalifátust. Célja Egyiptom elfoglalása volt, ám ez uralkodása alatt nem sikerült. Fia, al-Káim (940-946) két hadjáratba is belebukott. A Fátimidák azonban meg tudták tartani az uralmukat Szicília muszlimjai felett egy erőskezű emír, Haszan ibn Ali al-Kalbi irányításával.
A fátimida doktrina nem csak a helyi lakosság körében továbbra is uralkodó szunnita hittel állt szemben, hanem a háridzsita tanokkal is. Abú-Jazíd vezetésével a háridzsita berber törzsek véget kívántak vetni a fátimida uralomnak. 943/944-ben már komoly fenyegetést jelentettek Al-Manszúr (946-953) kalifa kormányzására. (Abú-Jazídot „szamaras ember”-nek is nevezték, mivel néhány évig szamárháton járt). 947-ben börtönbe zárták Abú-Jazídot, aki kegyetlensége miatt vesztett támogatásából, és ezután kihunyt a mozgalom. E válságot követően a Fátimidák megszilárdították hatalmukat Ifríkíjában, és al-Muizz (953-975) kalifa uralkodása alatt helyre állt a rend. 967-ben a Bizánci Birodalommal is kiegyeztek és a kelet-római császárral, Niképhoros Phokas-szal békeszerződést írtak alá.
Ubaidalláh álma al-Muizz alatt vált valóra, aki vállalkozott Egyiptom lerohanására. A hadjárattal egy szláv származású katonatisztet, Dzsauhárt bízták meg. Amikor 969-ben Dzsauhár meghódította Fusztátot, toleráns magatartást tanúsított a keresztényekkel, szunnitákkal és zsidókkal szemben. Al-Hakim (996-1021) uralkodásával ez a magatartás megszűnt, mert ő üldözte a zsidókat és a keresztényeket is. Magát isteni inkarnációnak tekintette, akinek követőiből alakult ki a drúzok vallási közössége. Dzsauhár új várost építtetett Fusztát közelében, al-Káhira (Kairó), vagyis „a győzedelmes” nevet adta neki. 973-ban al-Muizz kalifa áthelyezte székhelyét Ifríkíjából Egyiptomba, és ekkor vált Kairó a birodalom fővárosává. Ifríkíja irányításával egy berber eredetű zíditát bízott meg, Buluggint (megh. 984), akit emírnek nevezett ki.
970-ben Mekka és Medina elismerte a Fátimidák fennhatóságát, akik hamarosan Jemenre is kiterjesztették hatalmukat. 1058-ban az abbászida kalifa elmenekült, és elfoglalták Bagdadot. Azonban al-Musztanszir (1036-1094) kalifaként való elismerése képezte a Fátimidák uralmának zenitjét. 1076-ban végleg elvesztették Szíriát.
Rossz búzatermések is súlyosbították a hanyatlást. Al-Musztanszir az örmény származású Badr al-Dzsamáli segítségét kérte, aki korábban Szíria és Palesztina kormányzójává kiáltotta ki magát. A reformoknak köszönhetően egy időre ismét gyarapodott Egyiptom. 1159-ben Szaladin, a szíriai uralkodó, Núr ad-Dín szolgálatában álló hadvezér elfoglalta Kairót, megdöntve ezzel a Fátimida Kalifátust, és 1171-ben visszahelyezte az Abbászidákat a hatalomra.

## Építészet

### Mahdíja és al-Manszúríja

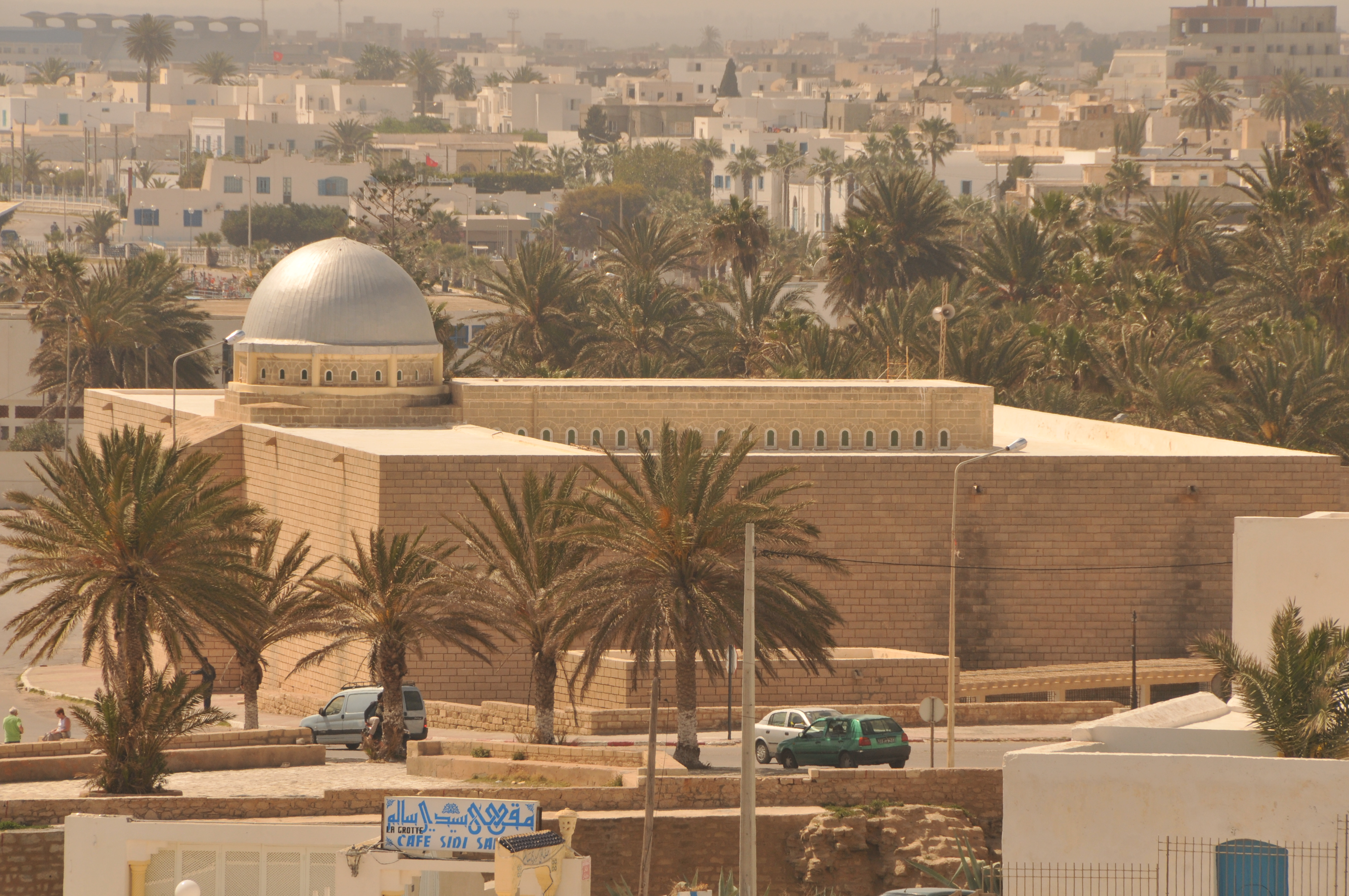
A mahdíjai nagymecset

Ubaidalláh al-Mahdi 910-ben Ifríkíjai hatalomátvétele után az aglabida fejedelmi városba, Rakkadába költözött, de később a politikai zűrzavar miatt Mahdíjába ment. Ez a félszigeten épült város áttörhetetlen erődítmények vették körbe. Az erődöt bővítette, fiának, al-Káimnak is palotát építtetett. Az erőd bejárataként monumentális kapuépítményt állíttatott, amely 5 méter széles, 33 méter hosszú boltíves előcsarnokot képezett amelyhez összesen hat kapu tartozott.
Mahdíja legfontosabb épülete a szerkezetében aglabida hatásokat mutató nagymecset, amely a félsziget déli részén fekszik, széles, négyzet alakú alapterületen, 916-ban épült egy mesterséges teraszon. Az aglabida épületekre emlékeztető mecset egy látványos újítás figyelhető meg: al-Káim palotájához hasonlóan a bejáratot itt is a homlokzat elé építették. Belsejében az udvart körülvevő, a bejáratot kivéve az oldalakon végigfutó árkádos oszlopsor található. Az imacsarnok kilenc hajóból és három kereszthajóból áll. A mihráb előtti oszlopközt kupola fedi, fülkéjét kilenc kamrácskával osztották fel, amelyet kagylóhéj szerű kupola fed. Összhatásában az abbászida illetve az omajjád katonai épületekkel is mutat hasonlóságot, jelentősége azért nagy, mert később sok nagymecsetnek ez szolgált mintául.
Amikor Al-Manszúr lépett a trónra, áthelyezte a fővárost Mahdíjából al-Manszúríjába, amelyet ő építtetett. Kairuántól délre terült el a város, égetett és vályogtéglákból épült, a városban hatalmas mecset, az Al-Azhar („A tündöklő”) épült. A víz az Aglabidák vízvezetékein érkezett a városba, ezzel a szomszédos Kairuán vízellátását is ellenőrzésük alatt tarthatták.
Al-Manszúríja építményei nagyrészt elpusztultak, főként ásatásokban található emlékek tanúskodnak a Fátimidák második fővárosának nagyszerűségéről. vazallusaik a Zíridák és Hammádidák továbbfejlesztették az építészeti hagyományokat, miután Al-Muizz kalifa az új fővárosba, Kairóba költözött.
A Hodna-fennsíkon 1007-ben egy sokszögletes kalát (erődítményt) is építettek, amelyet hét kilométeres fallal vettek körül és aminek a belső területein pompázatos paloták és mecsetek álltak. Különösen híres a Kaszr al-Manar („Világítótorony”) palota, amely rendkívül díszes ornamentikájával tűnik ki. A Dar al-Bahr azaz a „Tenger Palotája” a legnagyobb palotaegyüttes az erődben. Mukarnaszboltozatok és kalligrafikus frízek díszítik, de találunk itt figurális kerámiákat és állatszobrokat is.

### A Fátimidák Kairója

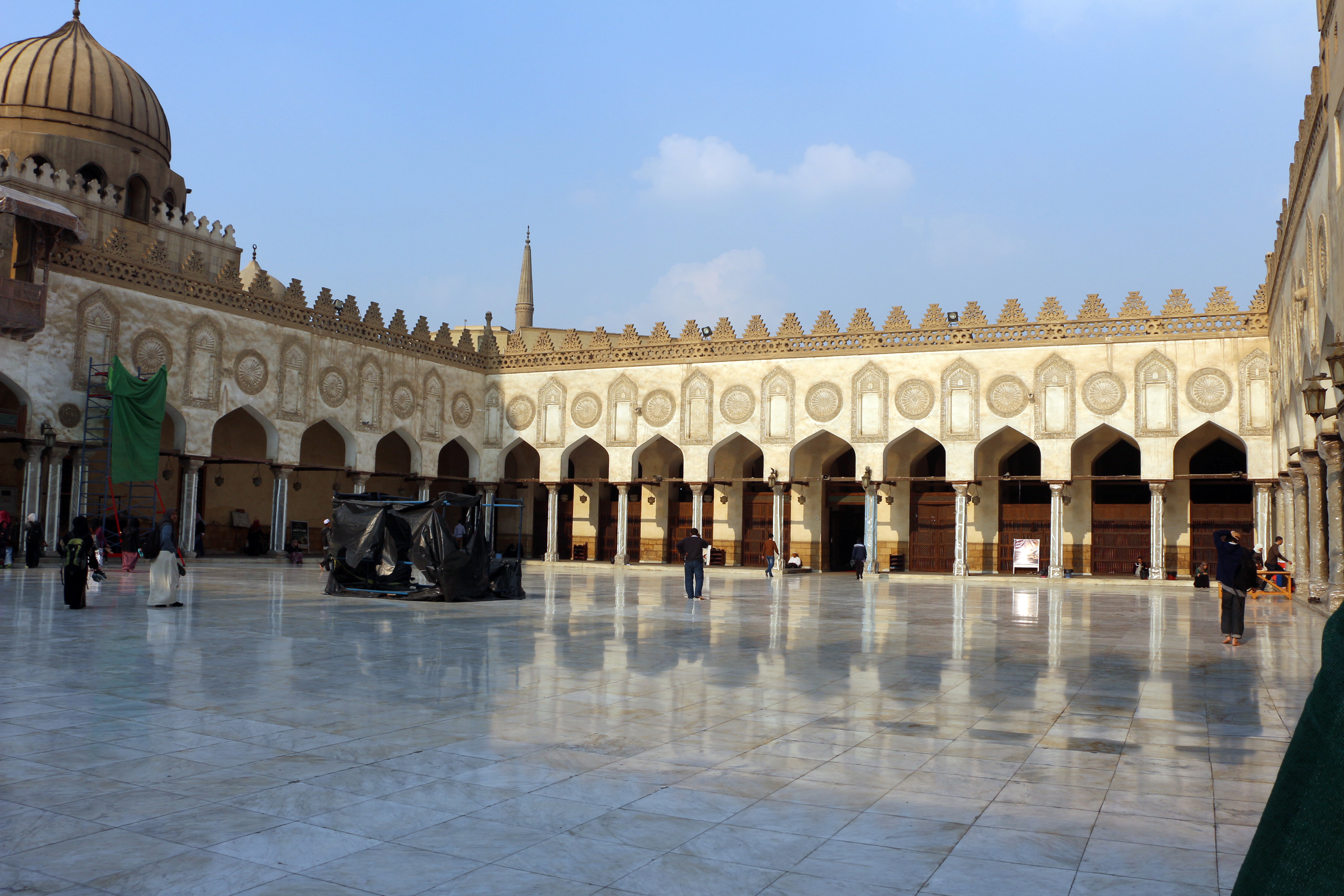
A kairói Al-Azhar-mecset imaudvara

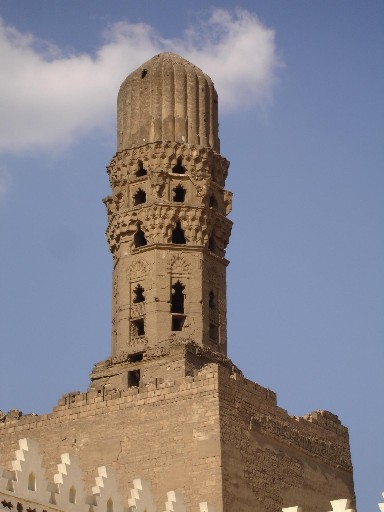
Az Al-hakim-mecset minaretje

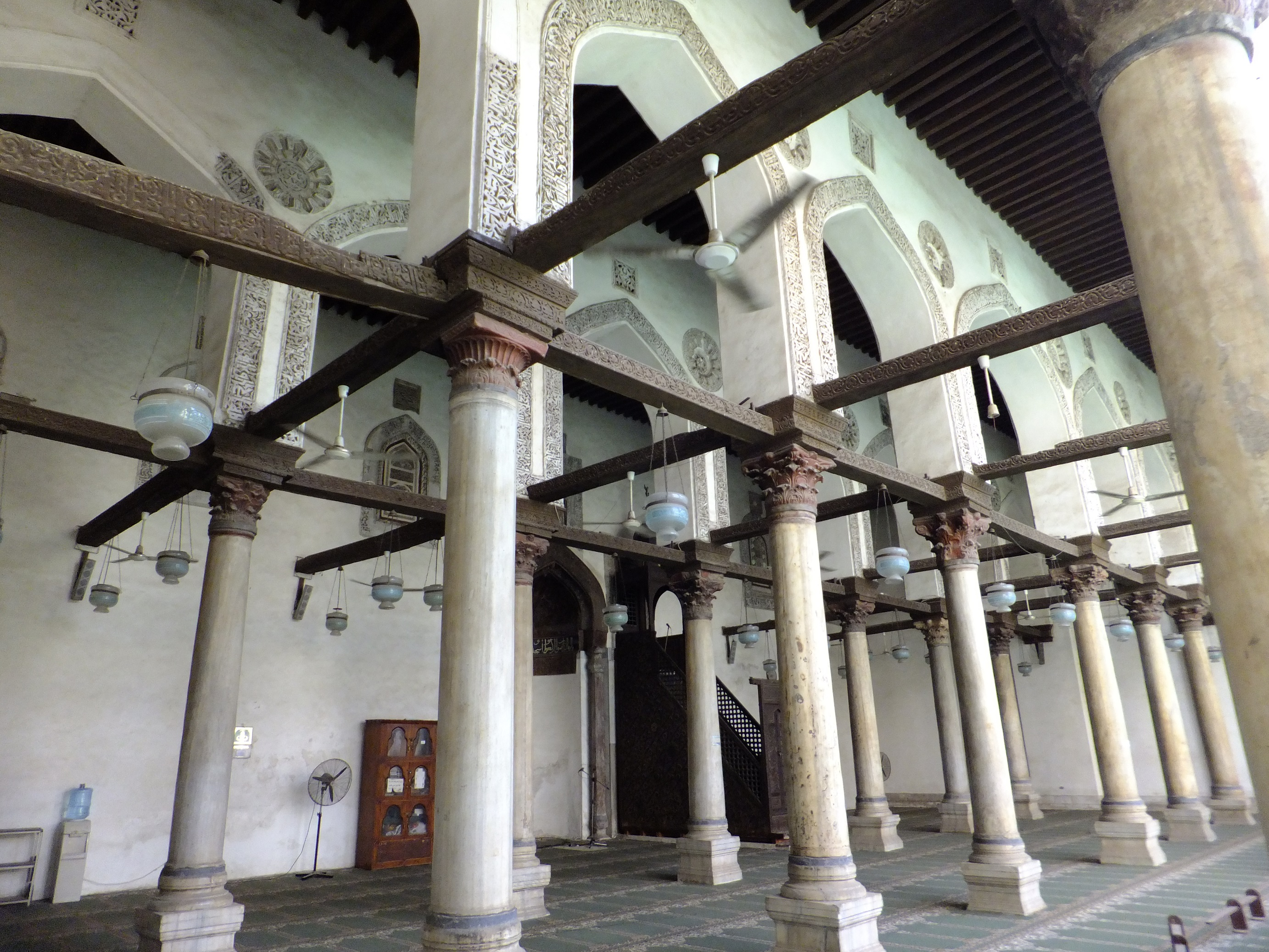
A Szálih Talai-mecset

969-ben al-Muizz kalifa egyik hadvezére, Dzsauhár Fusztát közelében az al-Mukattam hegy lábánál rakta le a főváros, al-Káhira, vagyis "A Győzedelmes” alapkövét, amelyet eredetileg palotavárosnak kezdtek építeni a kalifa és udvartartása számára, bár néhány katonai célú épületet is terveztek hozzá. A négyzet alapú város 1100 ill. 1150 m hosszú falakkal volt kerítve, eredetileg nyolc kapun lehetett belépni. Fokozatosan épültek ki a szokásos városi építmények, piacok, fürdők, szerájok, kórházak, mecsetek, iskolák, raktárak. A kalifa palotája (Nagy vagy Keleti Palota) a város közepén állt, számtalan kertet sőt még lóversenypályát is kialakítottak benne. Ezzel szemben emelték a Nyugati Palotát Al-Aziz (975–996) uralkodása alatt. A lakóházak is pazar díszítésekkel rendelkeztek.
A kairói Al-Azhar-mecsetet is Dzsauhár kezdte építeni 970–972 között, amely a síizmus központjává vált, és amely köré oktatási központot emeltek, ez még ma is a legrangosabb muszlim vallási egyetem az arab világban. Többször átépítették, így az eredeti formája és építészeti megoldásai csak korabeli tervrajzokon maradtak meg. Al-Háfiz kalifa (1131–1149) kupolás csarnokot épített elé, ma már stukkódíszítéses téglafalak határolják.
990-ben al-Aziz kalifa új mecsetet kezdett építeni a városfalon kívül, nevét al-Hakim kalifáról kapta, mivel az ő uralkodása alatt fejezték be 1012-ben. Jellegében a mahdíjai nagymecsethez hasonlít.
A város népességének növekedése miatt a falakat bővítették, több jelentős bástyát is felhúztak, amik elsősorban védelmi célokra szolgáltak. Ezek közül három még ma is látható, a Báb al-Futúh és a Báb an-Naszr északon, illetve a Báb Zuveila délen. Ugyanekkor két, díszes mecset is épült ebben az időszakban, az Akmár- és a Szálih Talai mecsetek, amik különlegesen kifinomult esztétikáról tanúskodnak. Az oszlopokat átkötő boltíveket mukarnasszal töltötték ki, arabeszkmintás frízek és növényi motívumok díszítették az egyes építészeti elemeket. A Szálih Talai mecset, amely építtetőjéről kapta a nevét, volt az utolsó fátimida mecset Kairóban.
Ebben az időszakban születtek – új elemként – a mauzóleumok, sírok és emlékművek, ezek Ali kalifa leszármazottainak hamvait őrizték. Ez jellemző volt a síita szokásokra, al-Muizz kalifa felkutatta ezeket és Kairóba hozatta. Ezek közül kiemelkedik az 1120-ban épített Szajída Atíka, illetve Szajída Rukaja (1133) mecset.
A fátimida építészetre összességében a különleges, már-már barokkos díszítés jellemző, a bordázott falfülkék és a sztalaktitboltozatok iráni hatást mutatnak, és különböző építészeti hatásokat egyesítettek. Bár fő építési területük Egyiptom volt, Szíriában, Mekkában és Palesztinában is felfedezhetők a fátimida mesterek munkái. Az al-Aksza mecset mozaikjai Jeruzsálemben szintén erőteljes fátimida hatást mutatnak.

## Díszítőművészetek

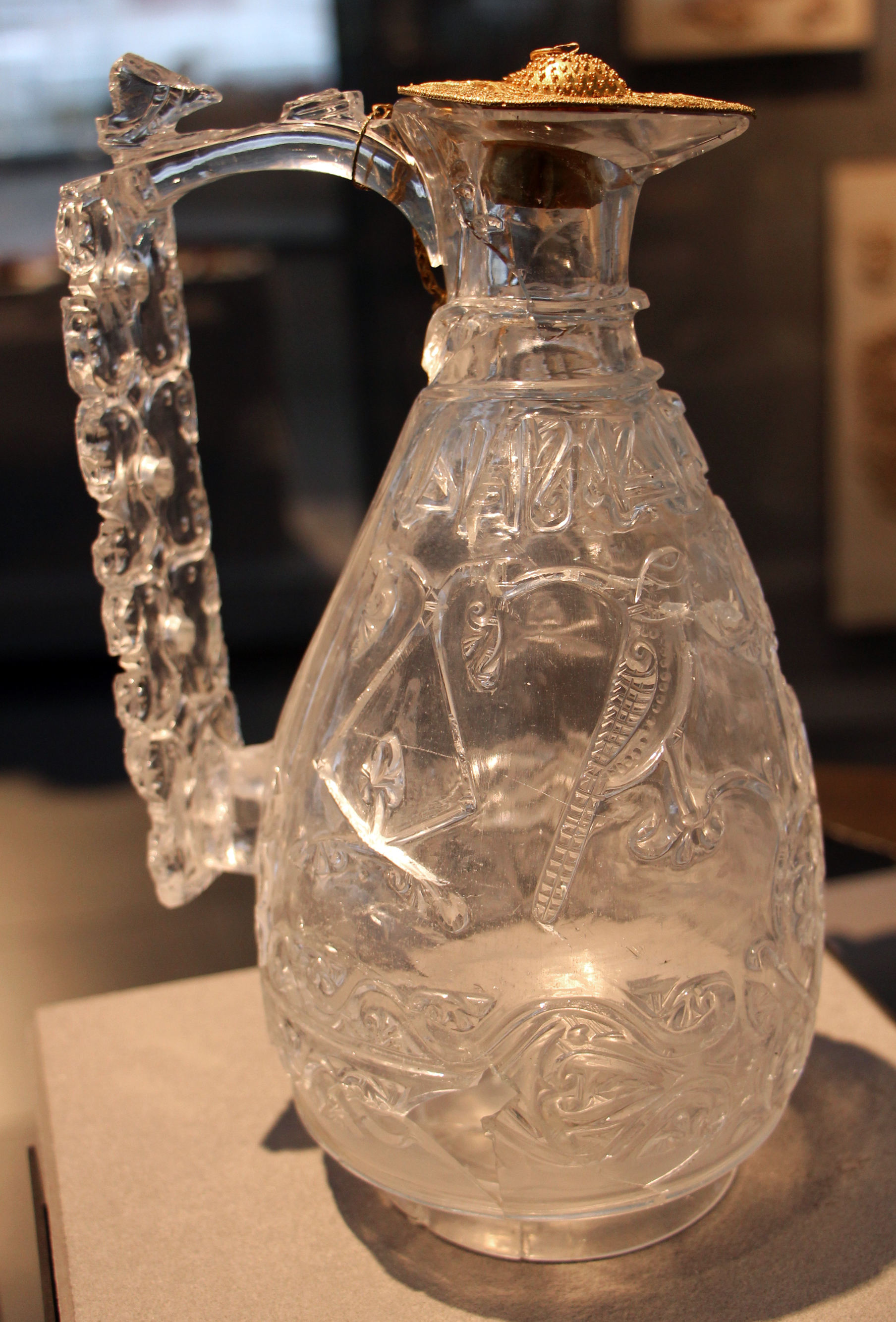
Hegyikristály palack

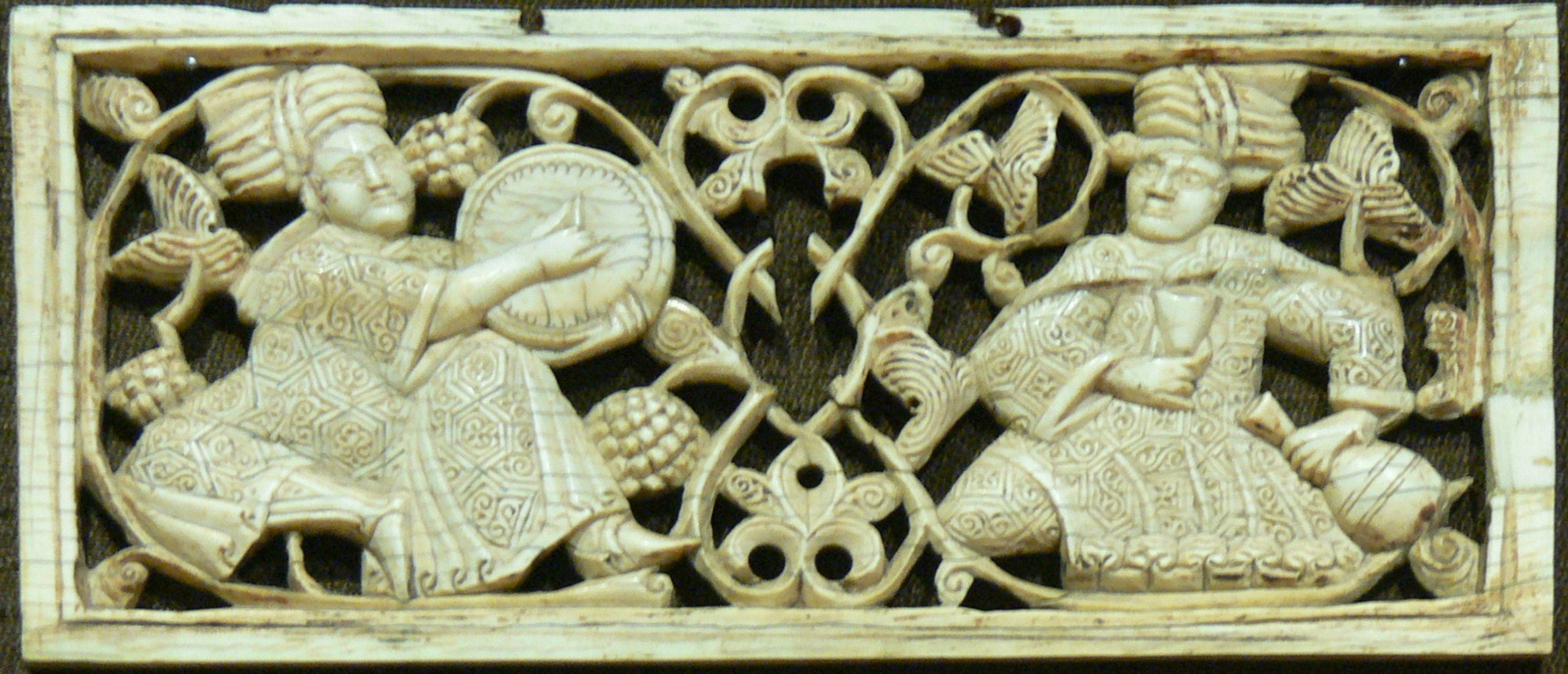
Muzsikusokat ábrázoló elefántcsontfaragás

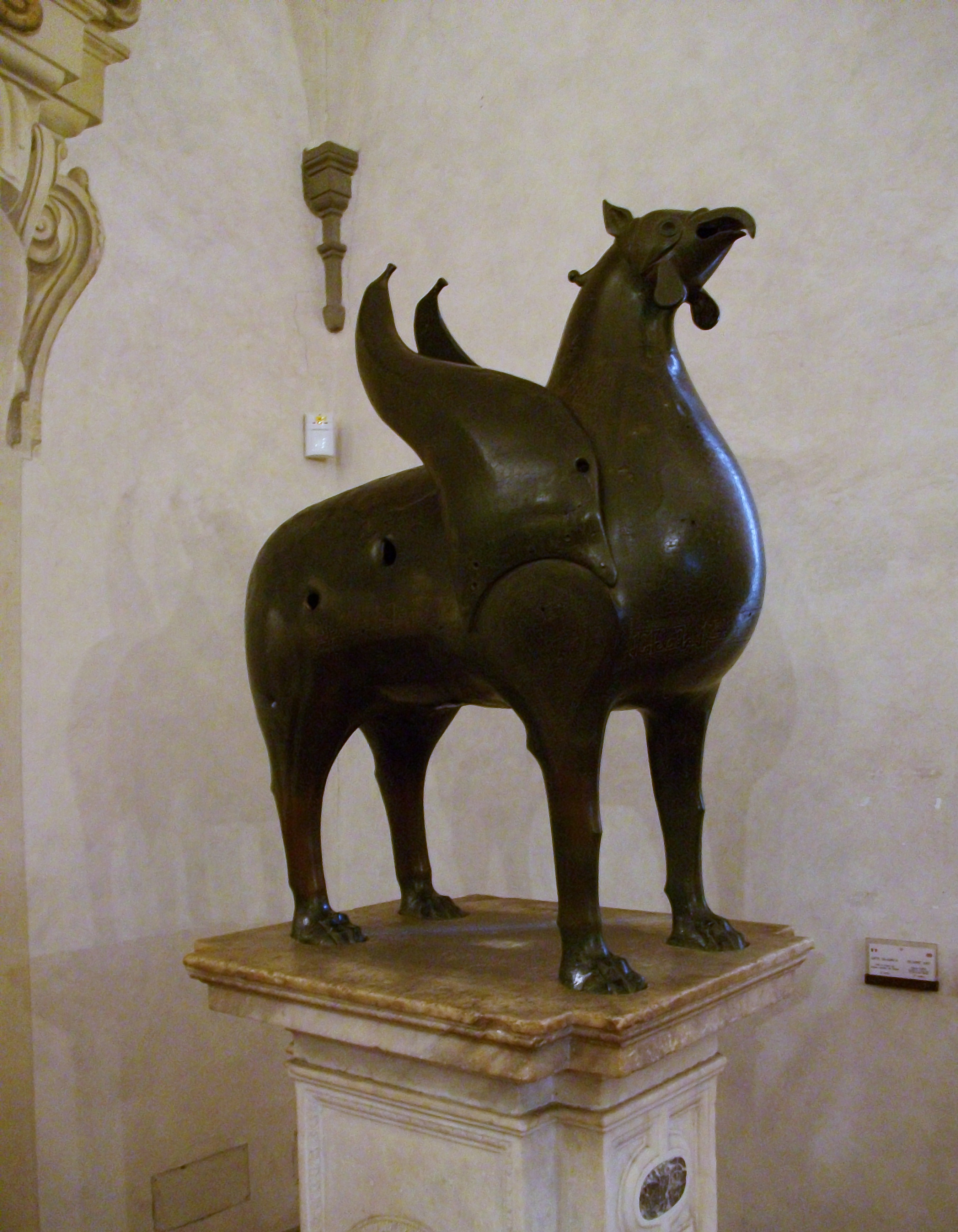
Griffábrázolás

A fátimida korszakban az iparművészet nagyarányú fejlődése figyelhető meg. Bagdad és Konstantinápoly mellett Kairó kiemelkedő kulturális központtá vált, olyannyira, hogy némely tekintetben felül is múlta azokat. Különösen jelentősek a mindennapi, díszes, kézműves használati tárgyak, a textil- és bútoripar, ezek tekintetében jelentős exportot bonyolított le a Földközi-tenger térségében. Az üveg és kerámiatárgyak nagy száma jelentős hagyományról tanúskodik. A kerámiák nagy része lüsztermázas technikával készült, színes elemekkel, sőt az üvegtárgyak díszítését is ezzel oldották meg. A vázák és lámpák nagy része fémből készült, a nagyobb méretű darabok, például víztartó edények öntött bronzból.
A tárgyak többnyire figurális díszítésekkel készültek, táncosok, vadászok, zenészek, sportok és mutatványosok ábrázolása volt a leginkább gyakori, de állatok, gazellák, lovak, oroszlánok is szerepeltek a tárgyakon, különféle mitikus lények, griffek, szfinxek mellett.
Korabeli leírások szerint a luxustárgyak, különösen az ötvöstermékek bővelkedtek drágakövekben és aranyberakásokkal díszített nemes anyagokban, elefántcsont, hegyikristály, berakott fafaragások jellemezték ezeket a tárgyakat. Érdekesség, hogy kopt műhelyekben készítették a legtöbb faragást, mivel a Túlúnidák hagyományait ők őrizték meg a leginkább. A fából kifaragott mintákat sokszor elefántcsonttal töltötték fel. A rendkívül díszes intarziás motívumok egyetlen sík részletet sem hagytak szabadon a faragott felületben.
Különleges darabok voltak a sajátos technikával megmunkált hegyikristályból készült dísztárgyak, amikből ereklyetartók és serlegek, de sakkfigurák is készültek. Kairó többszöri kifosztása során ezek a tárgyak (források szerint mintegy 18 ezer darab) Európába illetve a Bizánci Birodalomba, Konstantinápolyba került.
A textilművesség, lepel- és szőnyegszövés termékei nagy keresletnek örvendtek, a zarándokok révén az ismert világ számtalan helyére eljutottak. Ekkor alakult ki a keleti szőnyegek és textiláruk első gyártói központja, amely a kalifa ellenőrzése alatt álló kopt monopólium volt.

## Fátimida hatások Szicíliában és Dél-Itáliában
Kalbita emírek érkeztek 917-ben Szicíliába, akik a földek újraosztásával gazdasági fellendülést hoztak. Az emirátus fővárosa Palermo volt. A Kalbidák uralma a belső feszültségek és intrikák miatt meggyengült, ezt kihasználva Roger de Hautville, normann zsoldoskapitány 1060-ban meghódította Szicíliát. Fia II. Roger néven 1130-ban felvette a király címet. A normannok hadjáratokat vezettek Észak-Afrika part menti városai ellen és sorra hódoltatták Dzserbát, Tripolit, Mahdíját, Szúszát, Szfákszot, Gábeszt, Bonát. A szicíliai normann uralkodók békére törekedtek a muszlim államokkal, II. Vilmos szicíliai király még segítséget is nyújtott a Fátimidáknak, hogy visszaverjék a Nagyszeldzsuk zsoldban álló Szaladin támadásait.
A kalbida emírek építészeti stílusát, sőt később a Fátimidák díszítéseit a szicíliai uralkodók átvették. Egyik legjellemzőbb példa az amalfi székesegyház Paradicsomkerengője, amely a mesterien megmunkált, egymásba fonódó boltíveiről nevezetes. 11. századi harangtornya ma is eredeti formájában áll. A magánpaloták nyári lakként szolgáltak, tökéletesen szimmetrikus felépítésű épületeiket szántóföldekkel és gyümölcsösökkel vették körül, a belső boltíveket, alkóvokat sztalaktitboltozat díszítette. Elterjedtek voltak az udvari kutak (sadírván), a kisebb csatornák és fürdők, amelyek a levegő frissítését is szolgálták.
A textilművesség rendkívül kifinomult volt, az előkelő, selyemmel bélelt taftruhákat aranyszálakkal hímezték, sokszor arab és latin nyelvű feliratokat olvashatunk rajtuk. Az egyik 1120-ban II. Frigyes megrendelésére készült liturgikus ruházatot V. Károly 1520-ban koronázási ruhaként viselte.
A dísztárgyak aprólékosan kifaragott fa vagy elefántcsont faragványok, vagy kisplasztikák voltak mitikus lények ábrázolásaival, de exportáltak is ivókürtöket egész Európába.

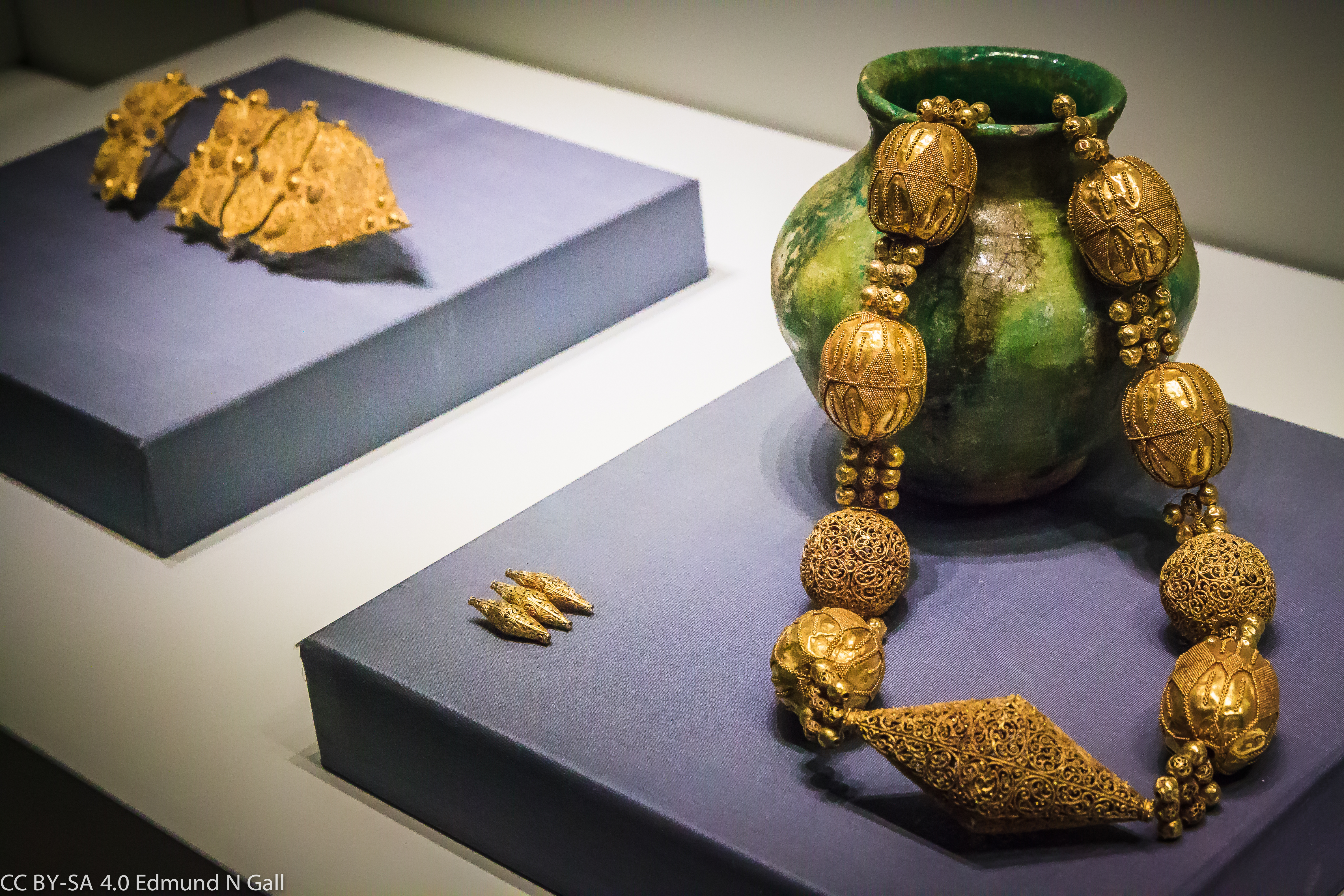
Ékszerek
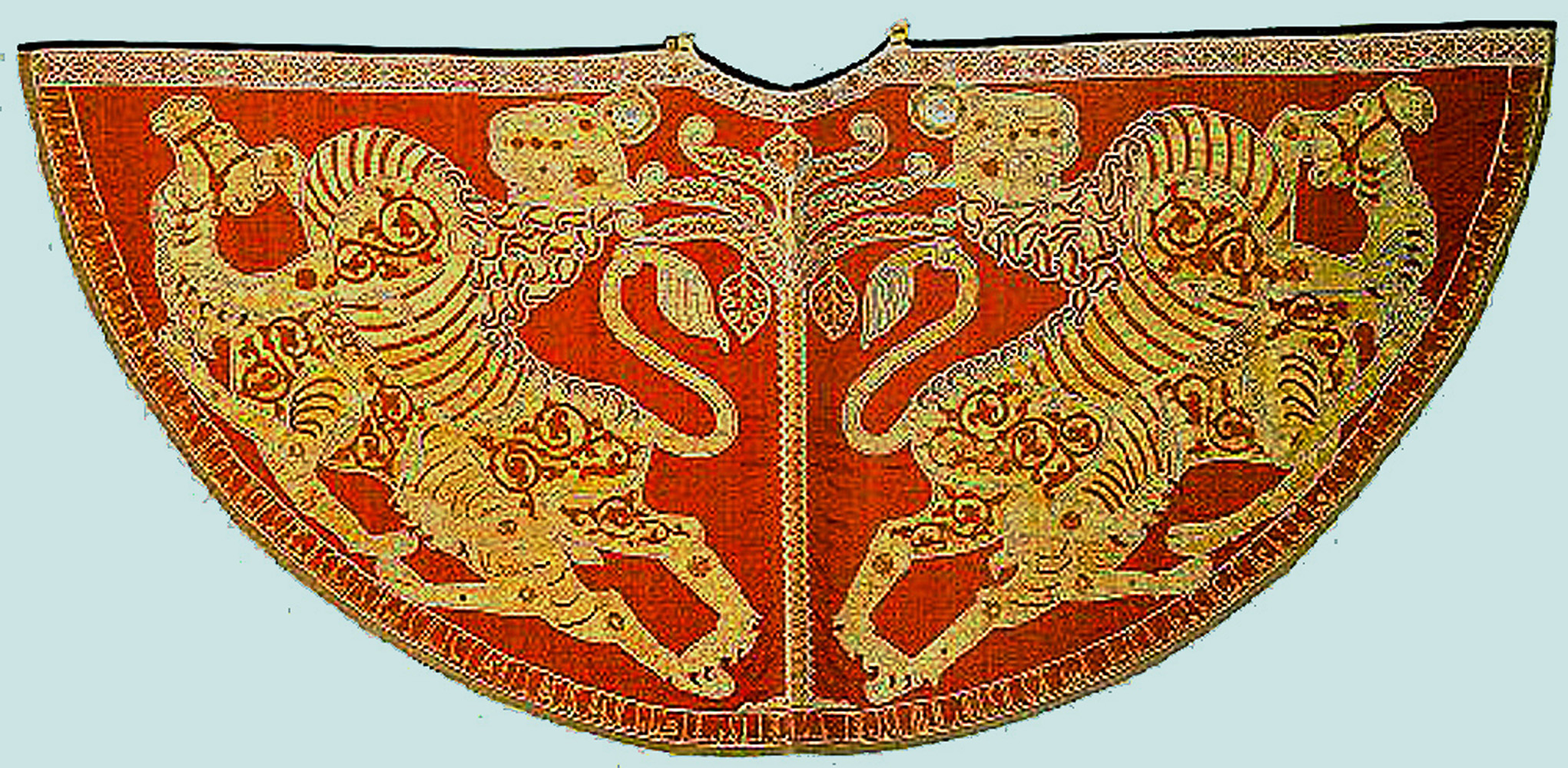
II. Roger koronázási palástja
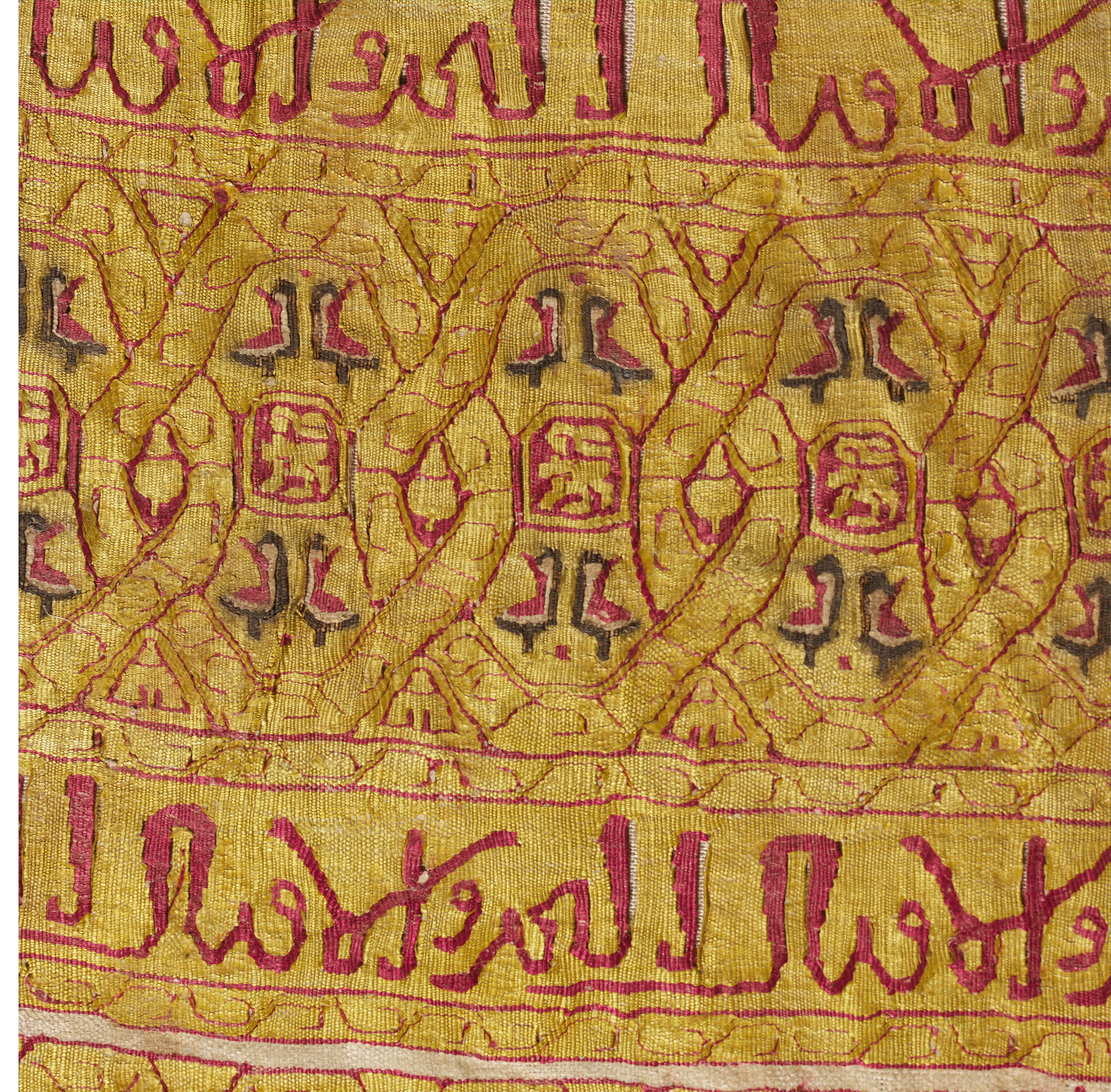
Szőttes
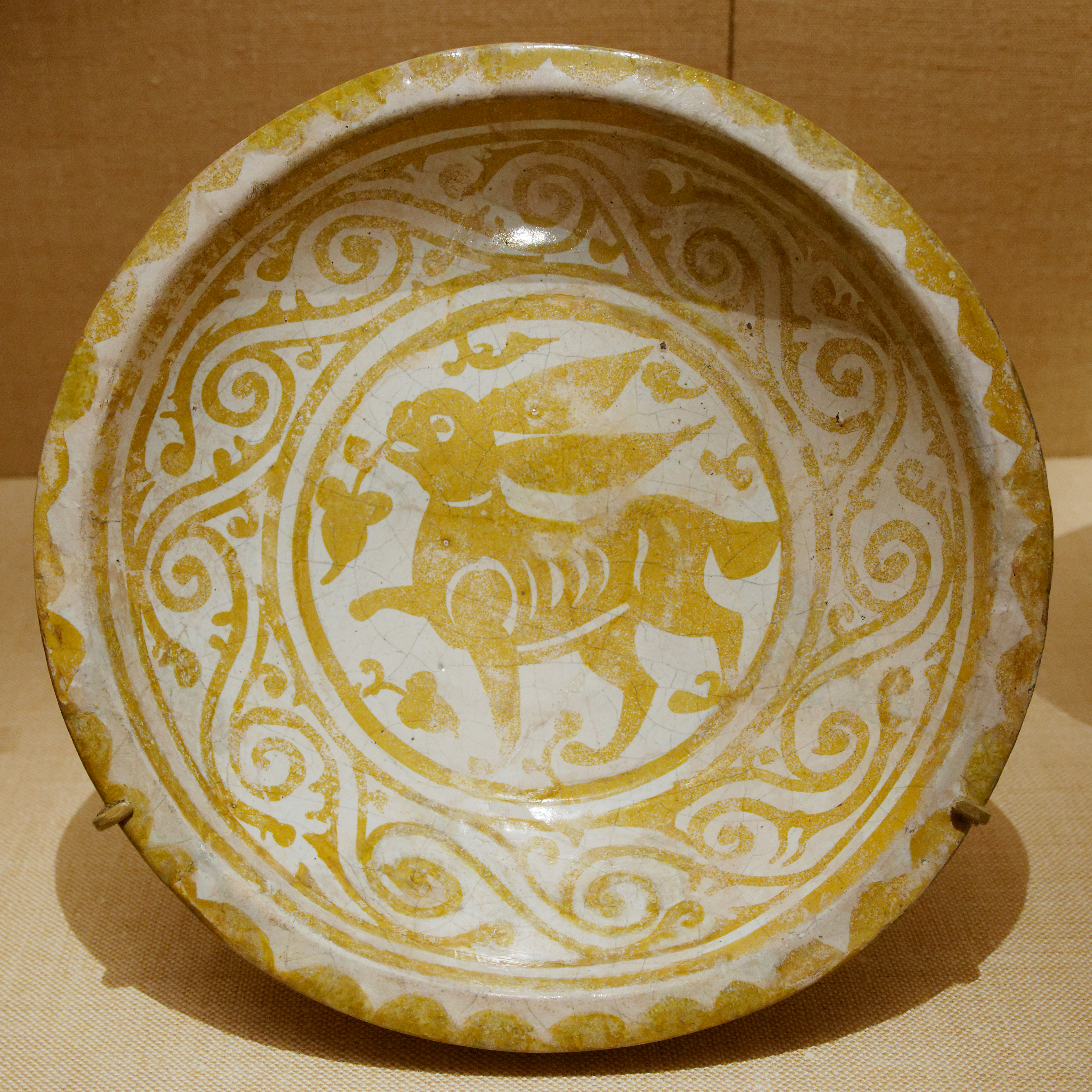
Tál